# Neubrunn (Fluss)
Die Neubrunn ist ein kleiner Fluss im Thüringer Wald an der Nahtstelle zum Thüringer Schiefergebirge im Landkreis Hildburghausen. Sie entspringt am Nordwestrand des Landkreises zwischen Altenfeld und Gießübel.
Von dort aus durchfließt sie in Südwestrichtung die Ortsteile Gießübel und Oberneubrunn der Gemeinde Schleusegrund, bis sie schließlich in Höhe des Rathauses im Ortsteil Unterneubrunn von links in die Schleuse mündet.